# Ponte del non ritorno
Il ponte del non ritorno (돌아올 수 없는 다리?, Doraol su eomneun dariLR, Toraol su ŏmnŭn tariMR; letteralmente "punto del non ritorno") è situato all'interno dell'Area di sicurezza congiunta (JSA) e attraversa la Linea di demarcazione militare coreana (MDL) tra Corea del Nord e Corea del Sud. Fu usato per scambiare i prigionieri dopo il termine della Guerra di Corea nel 1953. Il nome deriva dal fatto che alcuni prigionieri di guerra catturati dalle forze armate statunitensi non desideravano far ritorno, e quando venivano portati presso il ponte per essere consegnati, veniva fatto loro scegliere se rimanere nel paese dove erano stati fatti prigionieri o se attraversare il ponte per rientrare nel loro paese, nel qual caso non sarebbero mai più potuti tornare indietro.
Il ponte è stato usato l'ultima volta nel 1968, quando il personale dell'USS Pueblo fu riconsegnato dalle autorità nordcoreane. Il ponte fu utilizzato dai nordcoreani fino all'incidente del pioppo del 18 agosto 1976, quando il Comando delle Nazioni Unite in Corea chiese di rinforzare e segnalare chiaramente la linea di demarcazione militare coreana. Nelle successive 72 ore, i nord coreani costruirono un nuovo ponte sul lato nord dell'Area di sicurezza congiunta e quello del non ritorno cadde in disuso.

## Galleria d'immagini

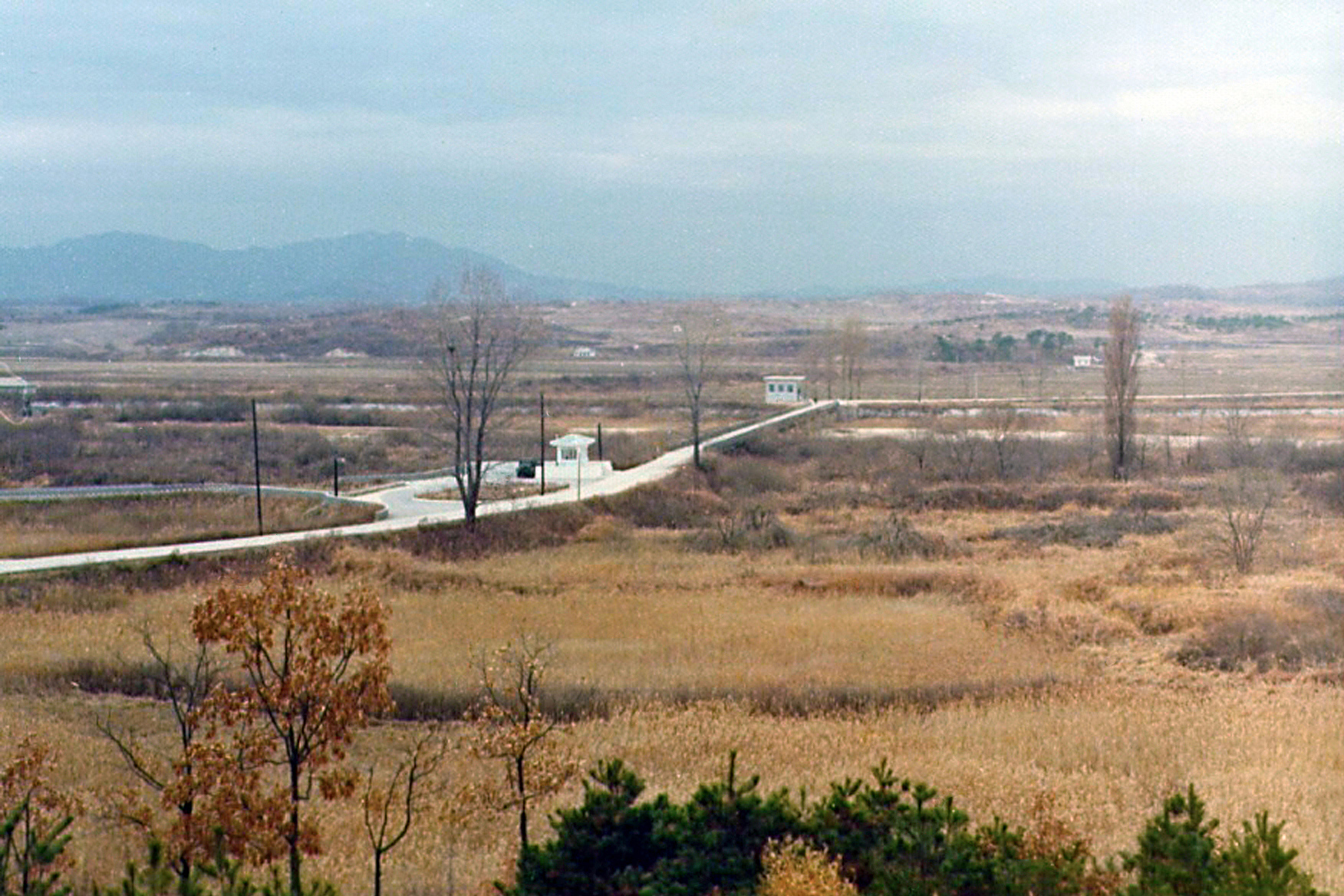
Il ponte del non ritorno, dicembre 1975
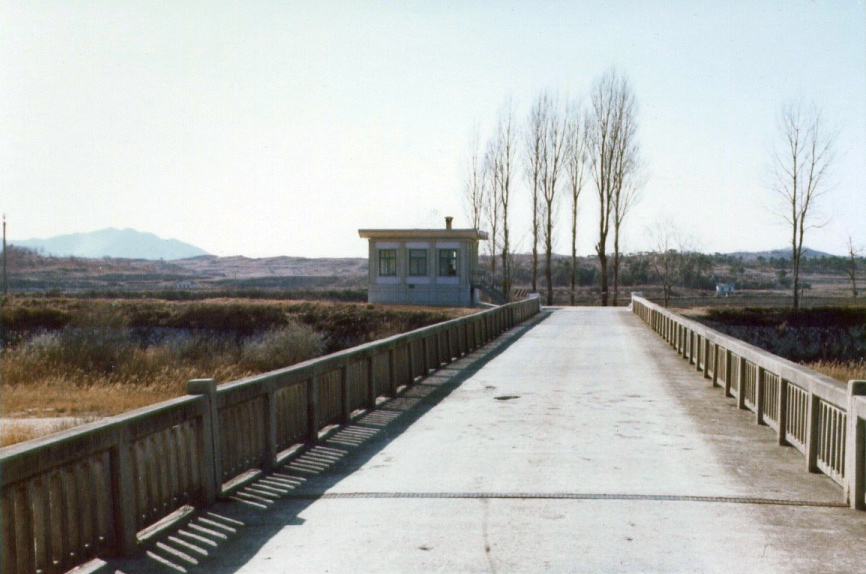
Veduta del ponte, 1976
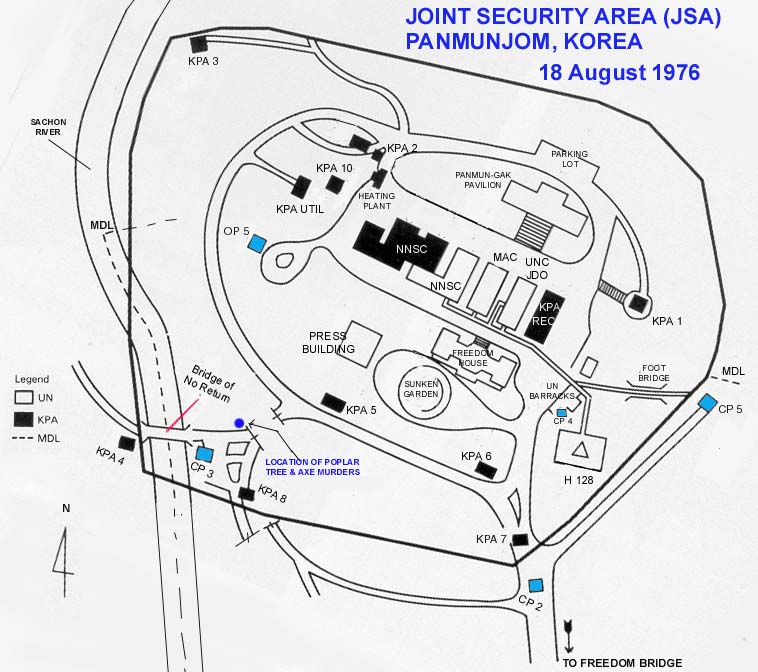
Joint Security Area nel 1976
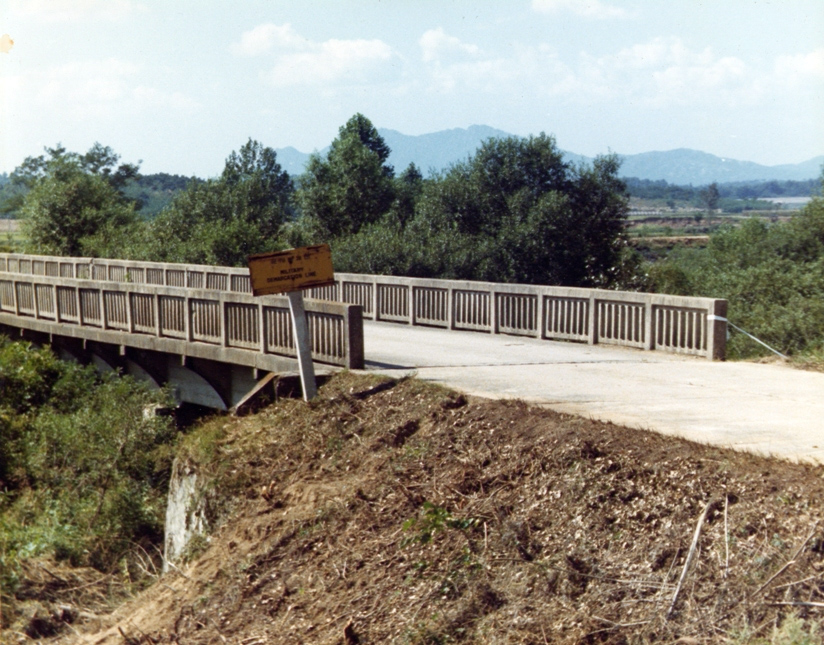
parte finale del ponte posta a sud
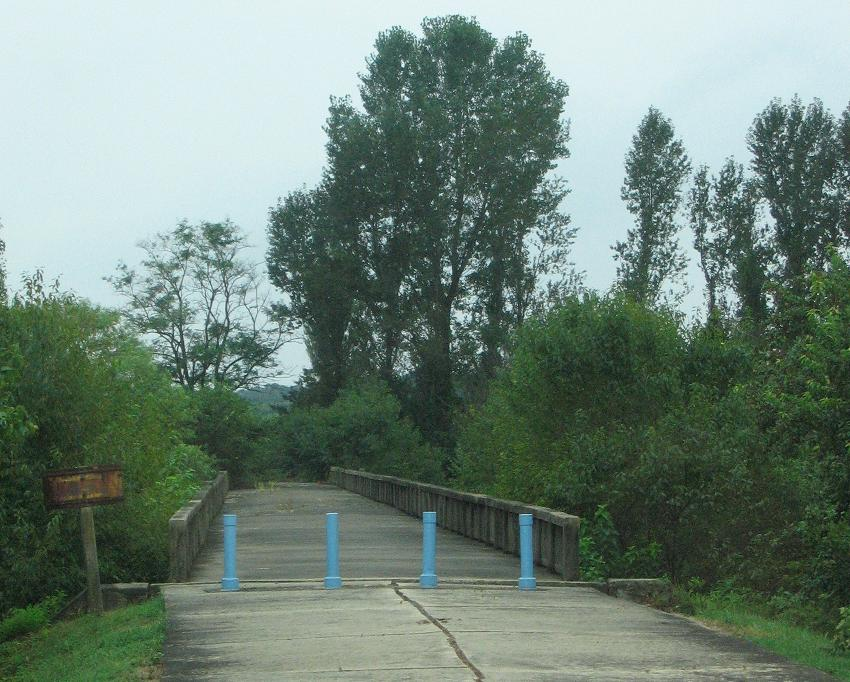
veduta del ponte, 2006